# Rose Hart
Pour les articles homonymes, voir Hart.
Rose Hart, née le 9 janvier 1942 et morte en septembre 2012 à Accra,, est une athlète ghanéenne.

## Carrière
Rose Hart est médaillée d'or du 100 mètres aux Jeux de l'Amitié en 1963 à Dakar.
Elle est médaillée d'or du 80 mètres haies, médaillée d'argent du relais 4 x 100 mètres et médaillée de bronze du 100 mètres aux Jeux africains de 1965 à Brazzaville ; elle remporte la médaille d'or du lancer du disque aux Jeux africains de 1973 à Lagos. Elle participe aux Jeux olympiques d'été de 1964 à Tokyo sans remporter de médaille.